# Progressive Sozialistische Partei der Ukraine
Die Progressive Sozialistische Partei der Ukraine (PSPU) ist eine nationalbolschewistische Partei in der Ukraine.
Vorsitzende der PSPU ist Natalija Witrenko. Die Partei gewann 1998 bei der Wahl zur Werchowna Rada 16 Sitze und hat sich 2002, 2006 und 2007 erfolglos an den Parlamentswahlen beteiligt.

## Geschichte
Die PSPU entstand im April 1996 als Abspaltung der Sozialistischen Partei der Ukraine (SPU). Während des ersten Wahlgangs der Präsidentenwahlen 1999, bei denen Natalija Witrenko als Präsidentschaftskandidatin antrat, wurde bei einer Veranstaltung in Krywyj Rih ein Handgranatenanschlag verübt.
Bei den Präsidentschaftswahlen 2010 in der Ukraine wurde ihr die Teilnahme verwehrt, da sie die Depotgebühr für die Nomination nicht zahlen konnte. Sie unterstützte in der Folge Wiktor Janukowytsch. In den landesweiten Kommunalwahlen von 2010 errang die Partei 3 Sitze im Stadtparlament von Sewastopol.
Die Vorsitzende und ihre Partei sind prorussisch orientiert. Zu den programmatischen Grundlagen der PSPU gehören ein modernisierter Sozialismus, pan(ost)slawistische Bestrebungen und die Ablehnung der Globalisierung. Die PSPU spricht sich gegen einen Beitritt der Ukraine zur NATO und der Europäischen Union aus. Sie setzt sich stattdessen für den Beitritt des Landes zur Eurasischen Union ein.
Die Partei hat gute Beziehungen zur Serbischen Radikalen Partei (SRS) und ist seit Juli 2011 Mitglied der vom russischen Präsidenten Wladimir Putin gegründeten Gesamtrussischen Nationalen Front.
Dazu pflegt die Parteivorsitzende Kontakte zu der in der Ukraine verbotenen rechtsextremen Organisation Eurasische Jugendunion (Russisch: Евразийский союз молодёжи; ESM), welche dem Programm von Alexander Geljewitsch Dugin folgt.
Als Reaktion auf den Russischen Überfall auf die Ukraine wurden durch den Nationalen Sicherheitsrat der Ukraine am 20. März 2022 aufgrund des Vorwurfs von Verbindungen zur Russischen Föderation sämtliche politischen Aktivitäten der Partei für die Dauer des Ausnahmezustands verboten. Das Verbot wird derzeit gerichtlich geprüft (Stand: Juni 2022).